# Mycterosuchus
Mycterosuchus es un género extinto de teleosáurido crocodiliforme del Calloviense de Inglaterra. Aunque anteriormente fue sinonimizado con Steneosaurus, análisis cladísticos reciente lo consideran lejanamente relacionado con la especie tipo de Steneosaurus.

## Taxonomía

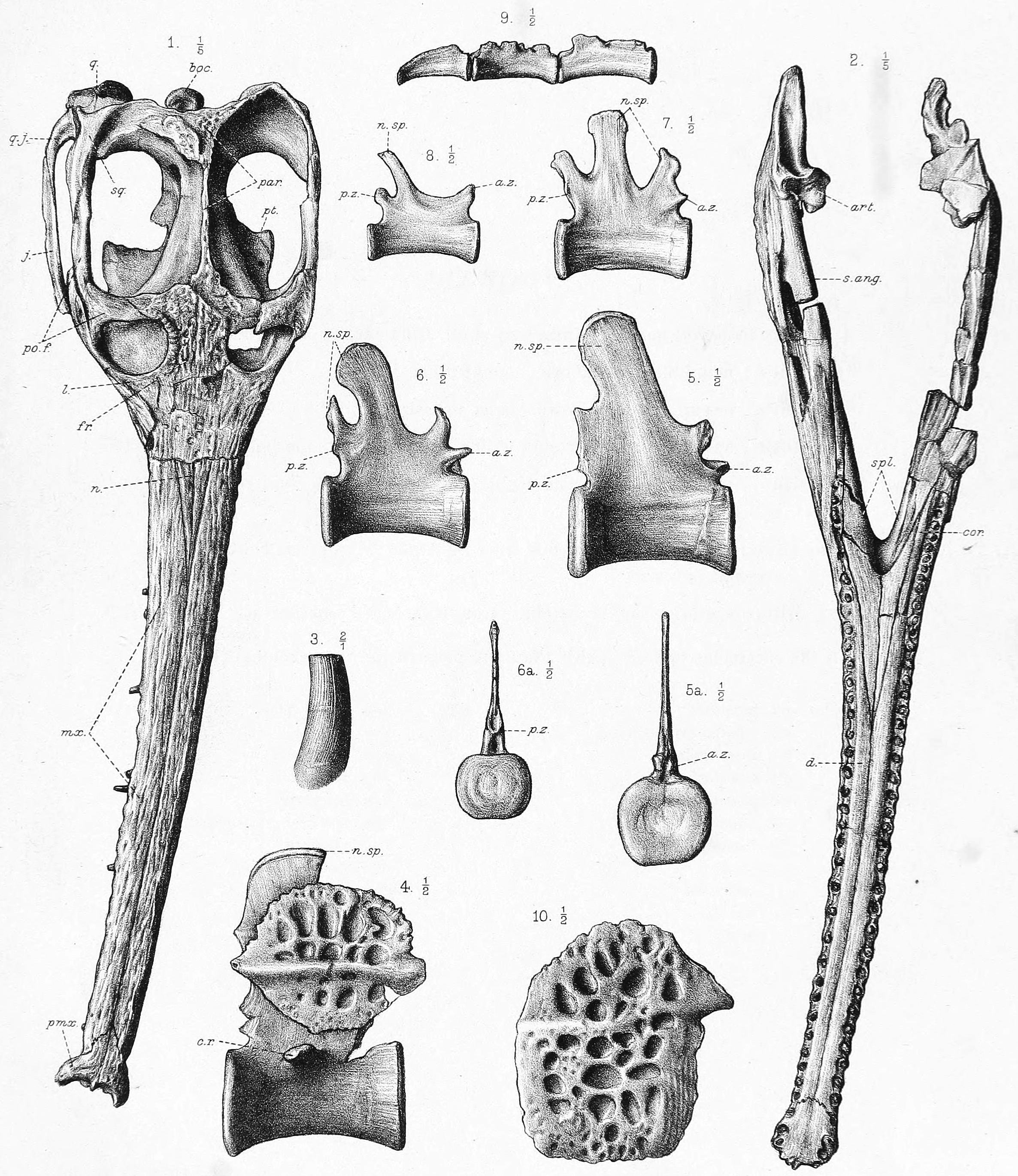
Elementos del holotipo.

El nombre  Mycterosuchus fue acuñado para Steneosaurus nasutus por Andrews en 1913 en su catálogo de talatosuchianos del Oxford Clay del sur de Inglaterra. Mycterosuchus nasutus fue sinonimizado con Steneosaurus leedsi por Adams-Tresmand en 1987, pero se recuperó como una especie distinta en el análisis cladístico de Osi et al. de 2018.